# Karl Pfeifer (Maler)
Karl Pfeifer (* 5. Oktober 1900 in Köln; † 1983 in Nideggen) war ein deutscher Maler.

## Leben und Wirken
Karl Pfeifer wurde am 5. Oktober 1900 als ältestes von fünf Kindern eines Lehrers in Köln geboren. Nach der allgemeinen Schulbildung in seiner Heimatstadt besuchte er nach dem Abitur zunächst die Kunstgewerbeschule in Köln und begann danach ein Studium an der Kunstakademie Düsseldorf, das er erfolgreich abschloss. In weiterer Folge kehrte er nach Köln zurück, wo er als Maler und Pädagoge tätig wurde.
1930 wirkte er an einer Wanderausstellung mit den Stationen Berlin, München, Frankfurt und Köln mit. Im Jahre 1956 wurden von der Galerie Czwiklitzer im Kunstverein „Die Brücke“ in Köln spätimpressionistische und abstrakte Gemälde Pfeifers ausgestellt. Im Jahr 1961 fand eine viel beachtete Ausstellung mit Industrielandschaften in der Galerie Küppers statt.
Allgemein beteiligte sich Pfeifer, der sich bis Ende der 1970er Jahre ganz auf sein künstlerisches Schaffen konzentrierte und ein mehr als 600 Gemälde und 1.500 Zeichnungen umfassendes Œuvre hinterließ, nur an wenigen Ausstellungen. Zeitlebens setzte er sich vorwiegend mit der Natur auseinander, was in zahlreichen Landschaftsgemälden resultierte.
Im Jahre 1983 starb er in der Kleinstadt Nideggen in der Eifel, wo er ein Wochenendhaus besaß.
Auch nach seinem Tod fanden Ausstellungen mit den Werken Pfeifers statt; so unter anderem 23. Oktober 2010 bis 7. Januar 2011 die Ausstellung Karl Pfeifer – Landschaften im KunstForumEifel. Diese Ausstellung wurde von der Kölner Ärztin Erika Speiser-Freiburger, die neben ihrem Wirken als praktizierende Ärztin auch Kunstnachlässe verwaltet, organisiert.